# Ducato di Meclemburgo-Schwerin
Il Ducato di Meclemburgo-Schwerin fu un ducato del nord della Germania, derivato nel 1352 dalla spartizione del ducato del Meclemburgo.

## Storia

### Le origini
Il capostipite della dinastia dei signori di Meclemburgo fu Niklot (1090–1160) che era il capo della federazione tribale slava degli Obodriti che combatté contro l'avanzata dei Sassoni. Egli venne sconfitto nel 1160 da Enrico il Leone nel corso della Crociata wendica. Il figlio di Niklot, Pribislavo, sottomesso da Enrico il Leone, divenne dal 1167 primo principe sovrano di Meclemburgo.
Dopo molte divisioni tra i discendenti di Pribislavo, Enrico II di Meclemburgo (1266–1329) nel 1312 acquisì le signorie di Stargard e Rostock e riunificò le terre di Meclemburgo, ad eccezione delle contee di Schwerin e Werle, per sé e per i propri figli Alberto II e Giovanni. Dopo che entrambi ricevettero il titolo ducale, la signoria di Stargard venne ricreata nel ducato di Meclemburgo-Stargard per Giovanni nel 1352. Alberto II mantenne gran parte della porzione occidentale del Meclemburgo ed acquisì la contea di Schwerin nel 1358.
Nel 1363 il figlio di Alberto, il duca Alberto III, condusse una campagna militare in Svezia, di cui fu incoronato re l'anno seguente. Nel 1436 Guglielmo, ultimo signore di Werle, morì senza eredi maschi; dal momento che il genero di Guglielmo, Ulrico II di Meclemburgo-Stargard, non aveva avuto figli, la sua linea si estinse alla morte di quest'ultimo nel 1471. Tutti i possedimenti tornarono quindi al duca Enrico IV di Meclemburgo-Schwerin, che rimase l'unico regnante dell'intero Meclemburgo.
Nel 1520 i nipoti di Enrico, Enrico V e Alberto VII, divisero nuovamente il ducato tra Meclemburgo-Güstrow, che passò al duca Adolfo Federico I di Meclemburgo-Schwerin per eredità nel 1610. In una seconda partizione del 1621, egli concesse Güstrow a suo fratello, Giovanni Alberto II di Meclemburgo-Güstrow. Entrambi vennero deposti nel 1628 da Albrecht von Wallenstein, dal momento che avevano sostenuto il re Cristiano IV di Danimarca nella guerra dei Trent'anni. Tre anni più tardi la Svezia favorì la restaurazione dei due principi. Quando il figlio di Giovanni Alberto II, il duca Gustavo Adolfo, morì senza eredi maschi nel 1695, il Meclemburgo venne riunito ancora una volta sotto Federico Guglielmo. Alla morte di quest'ultimo che non aveva discendenza, il ducato passò al fratello Carlo Leopoldo di Meclemburgo-Schwerin.

### L'epoca moderna
Nel giugno del 1692, quando il duca Cristiano Ludovico I morì in esilio senza eredi, sorse una disputa sulla successione del ducato tra suo fratello, Adolfo Federico II, e suo nipote, Federico Guglielmo. L'imperatore e i reggenti del Regno di Svezia e dell'Elettorato di Brandeburgo presero parte a questa contesa, che conobbe una escalation tre anni più tardi con la morte di Gustavo Adolfo di Meclemburgo-Güstrow e la conseguente estinzione del ramo della famiglia dei Meclemburgo-Güstrow. Nel 1701 venne siglato il Trattato di Amburgo che rese definitiva la partizione dello stato. Il Meclemburgo fu diviso in due tra i due pretendenti: il ducato di Meclemburgo-Schwerin passò a Federico Guglielmo, mentre quello di Meclemburgo-Strelitz, una riproposizione della medievale Signoria di Stargard, fu affidato ad Adolfo Federico II. Allo stesso tempo fu ribadita la regola della primogenitura ed il diritto di convocare un Landtag. I conflitti interni ad ogni modo non si placarono e la partizione non fece altro che indebolire il governo di entrambi i duchi e riaffermare la potenza dell'aristocrazia locale.
Il Meclemburgo-Schwerin iniziò la sua esistenza nel segno di questa contesa tra la nobiltà e il duca. I pesanti debiti accumulati da Carlo Leopoldo, che si era alleato alla Russia nella guerra contro il Regno di Svezia, portò ad una profonda crisi; intervenne l'imperatore Carlo VI e nel 1728 la corte imperiale di giustizia dichiarò il duca incapace di governare. Suo fratello, Cristiano Ludovico II fu nominato amministratore del ducato; fu durante il suo governo, iniziato de jure nel 1747, che fu siglata, nell'aprile del 1755, la Convenzione di Rostock, primo embrione di un assetto costituzionale dove tutto il potere si trovava nelle mani del duca, dei nobili e delle classi agiate; le classi minori non erano rappresentate. Durante la Guerra dei Sette anni, il duca Federico II tenne un atteggiamento ostile nei confronti del re Federico il Grande e come conseguenza il Meclemburgo-Schwerin venne occupato dalla Prussia. Nel complesso, però il suo governo fu positivo per il paese.
Nei primi anni delle guerre rivoluzionarie francesi, Federico Francesco I decise di rimanere neutrale e nel 1803 egli riottenne Wismar dal Regno di Svezia. Nel 1806 il suo stato fu incluso nella sfera di influenza dell''Impero francese e nel 1808 decise di aderire alla Confederazione del Reno. Ciò nonostante fu tra i primi membri della confederazione ad abbandonare la causa di Napoleone nel 1813-1814 ed a impegnarsi per combattere la Francia.
Nel 1815, per decisione del congresso di Vienna, il ducato fu trasformato nel Granducato di Meclemburgo-Schwerin.

## Elenco dei ministri di Stato
- 1771-1783: conte Carl Friedrich von Bassewitz
- 1783-1800: Stephan Werner von Dewitz
- 1800-1808: conte Bernhard Friedrich von Bassewitz
- 1808–1815: August Georg von Brandenstein, successivamente diviene Ministro di Stato del Granducato